# Friedhof Altenbochum

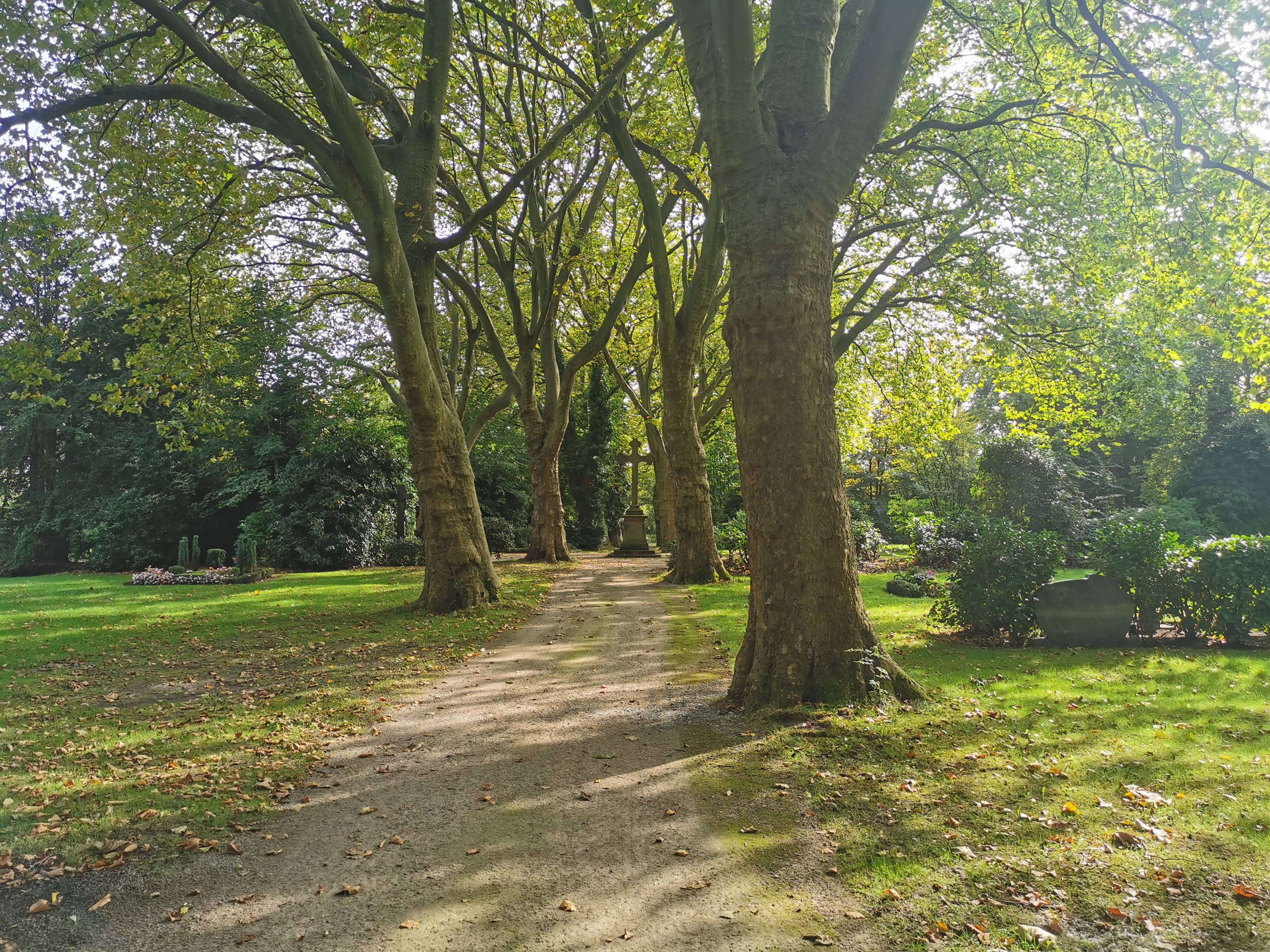
Das Hochkreuz auf dem Friedhof

Der Friedhof Altenbochum ist einer von 24 kommunalen Friedhöfen (Stand März 2023) der Stadt Bochum. Er befindet sich an der Straße Feldmark im Stadtteil Altenbochum, und hat eine Größe von ca. 2,2 Hektar.
Er wurde schon vor den 1920er angelegt. Hier befindet sich eine Kriegsgräberstätte für im Ersten Weltkrieg Gefallene. Obwohl er eine markante Kreuzform hat, ist es kein kirchlicher Friedhof. Ein prägnantes Hochkreuz schmückt den Friedhof, der sich auch durch einen alten Baumbestand auszeichnet. 

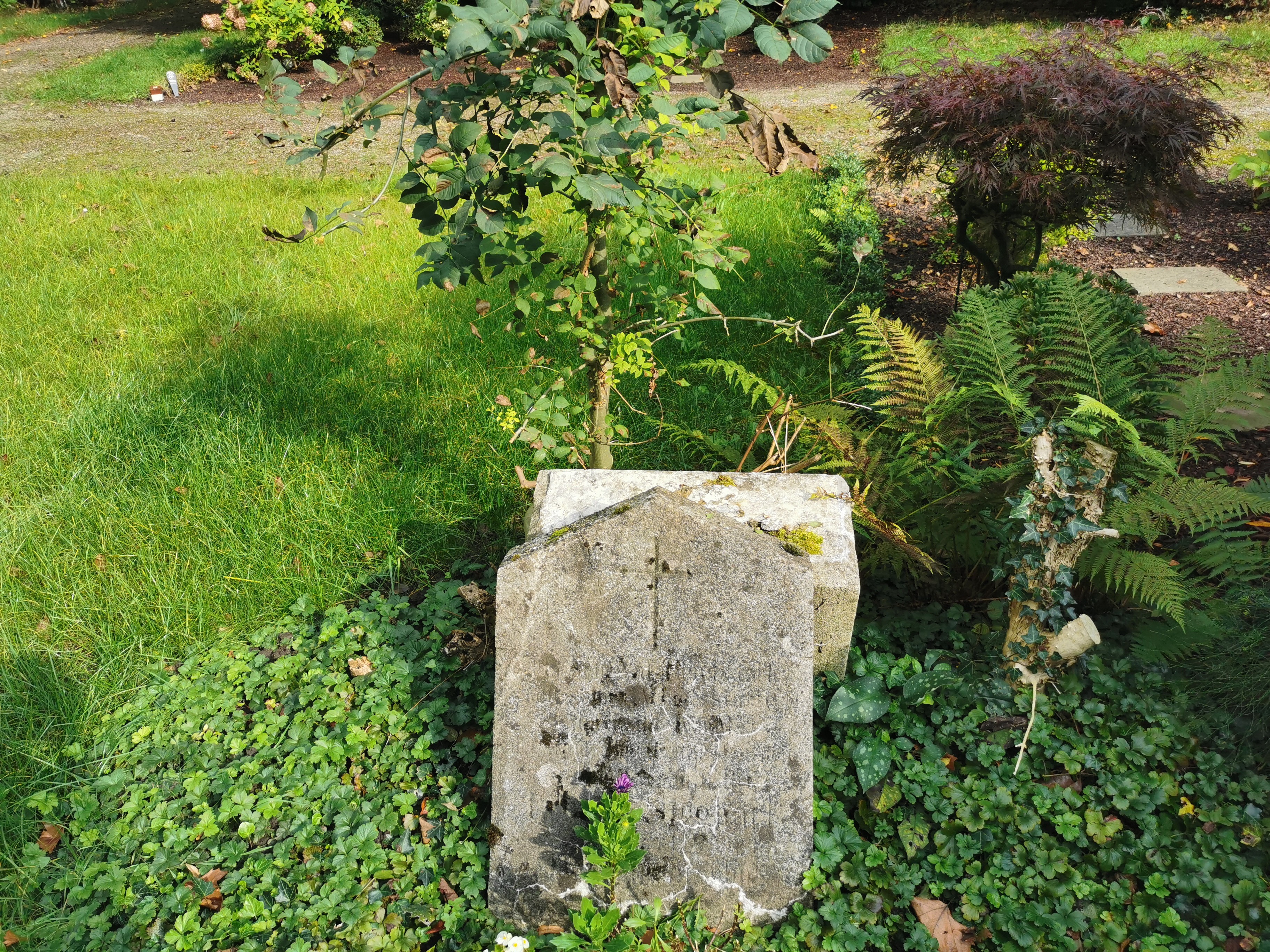
Ehrengrab für Erhard Sieghardt

Zur Zeit der französischen Ruhrbesetzung wurde am 17. Februar 1923 auf der Zeche Prinz-Regent bei einem Tumult der jugendliche Arbeiter Erhard Sieghardt erschossen. Er wurde auf dem Friedhof in einem städtischen Ehrengrab beigesetzt. Hierbei handelt es sich um eins von drei erhaltenen Gräbern von den neun getöteten Bochumer aus der Zeit von 1923 bis 1925.
Obwohl der Friedhof recht klein wirkt, wurden 133 Bestattungen im Jahr 1925, und 150 Bestattungen im Jahr 1933 durchgeführt. Seit den 1920er-Jahren wurde auf der anderen Seite der Feldmark der wesentlich größere Hauptfriedhof Bochums angelegt. Mit dessen Eröffnung ab dem 1. April 1935 wurden der Friedhof Altenbochum geschlossen und nur noch Bestattungen in vorhandene Erbgrüfte und Wahlgräber zugelassen.
Früher war der Friedhof von der städtischen Gärtnerei und Baumschule umschlossen. Zurzeit entsteht nun um den Friedhof die geplante Siedlung Ostpark.